# Батшуайи, Миши
Миши́ Батшуайи-Атунга́ (фр. Michy Batshuayi-Atunga; род. 2 октября 1993[…], Брюссель) — бельгийский футболист, нападающий франкфуртского «Айнтрахта» и сборной Бельгии. Бронзовый призёр чемпионата мира 2018 года и участник чемпионата мира 2022 и чемпионата Европы 2020 годов.

## Клубная карьера

### «Стандард» Льеж
Батшуайи начал карьеру в футбольной школе местного клуба «Брюссель». В 2006 году его пригласили в академию «Андерлехта», но вскоре отчислили за нарушение распорядка и постоянные конфликты. Миши вернулся в «Брюссель». В 2008 году он перебрался в академию льежского «Стандарда». 20 февраля 2011 года в матче против «Гента» Батшуайи дебютировал в Жюпиле лиге. 14 января 2012 года в поединке против «Беерсхота» Миши забил свой первый гол за «Стандард». Зимой 2013 года Батшуайи стал лучшим бомбардиром первой половины чемпионата.

### «Олимпик Марсель»
27 июня 2014 года было объявлено, что Батшуайи подписал контракт с клубом «Олимпик Марсель» сроком на 5 лет. Сумма трансфера составила 6 миллионов евро. 9 августа в матче против «Бастии» Миши дебютировал в Лиге 1, заменив во втором тайме Димитри Пайет. 23 ноября в поединке против «Бордо» Батшуайи забил свой первый гол за «Олимпик». В начале сезона Миши редко выходил в основе из-за высокой конкуренции. В начале 2015 года в течение месяца Батшуайи забил шесть голов, сделав три дубля в ворота «Сент-Этьена», «Тулузы» и «Ланса». Несмотря на то, что все эти поединке были выездными и Миши только в одном из них вышел в основе, тренер команды Марсело Бьелса, не предоставил нападающему больше игрового времени.
Летом 2015 года Марсель покинули Андре Айю и главный снайпер команды Андре-Пьер Жиньяк. Бьелса также покинул пост главного тренера, Мичел сразу же начал выпускать Батшуайи в стартовом составе. В первых 12 матчах чемпионата Миши отличился 8 раз.

### «Челси»
3 июля 2016 года Миши перешёл в английский «Челси» за 39 миллионов евро. Контракт подписан сроком на 5 лет. В клубе будет выступать под номером «23». 15 августа в матче против «Вест Хэм Юнайтед» Батшуайи дебютировал в английской Премьер-лиге, заменив во втором тайме Оскара. В конце поединка он ассистировал Диего Косте, который забил победный гол. 20 августа в поединке против «Уотфорда» Миши забил свой первый гол за «Челси». 23 августа в матче Кубка Английской футбольной лиги против «Бристоль Роверс» Батшуайи оформил свой первый «дубль» за «пенсионеров». В своём дебютном сезоне он помог клубу выиграть чемпионский титул. 21 мая в поединке против «Сандерленда» Миши сделал свой первый «дубль» в чемпионате. В матче Кубка английской лиги против «Ноттингем Форест» он сделал хет-трик. В поединках Лиги чемпионов против азербайджанского «Карабаха» и испанского «Атлетико Мадрид» Батшуайи забил по голу.

### Аренды

#### Аренда в «Боруссию Дортмунд»
31 января 2018 года Батшуайи перешел на правах аренды в дортмундскую «Боруссию». «Шмели» арендовали 24-летнего нападающего на полгода без права последующего выкупа. 2 февраля в матче против «Кёльна» он дебютировал в Бундеслиге. В этом же поединке Миши сделал «дубль», забив свои первые голы за «Боруссию». 15 февраля в матче Лиги Европы против итальянской «Аталанты» он отметился двумя мячами.

#### Аренда в «Валенсию»
10 августа 2018 года испанская «Валенсия» арендовала Батшуайи сроком на один сезон. 20 августа в матче против «Атлетико Мадрид» он дебютировал в Ла Лиге. 26 сентября в поединке против «Сельты» Миши забил свой первый гол за «Валенсию». 23 октября в матче Лиги чемпионов против швейцарского «Янг Бойз» он забил гол.

#### Аренда в «Кристал Пэлас»
В январе 2019 года аренда Батшуайи в «Валенсию» была прервана, и он присоединился к клубу английской премьер-лиги «Кристал Пэлас» на правах аренды до конца сезона 2018—2019. 2 февраля в домашнем матче с «Фулхэмом» он дебютировал за новую команду, где помог Джеффри Шлуппу забить второй гол. 23 февраля в поединке против «Лестер Сити» Миши забил свой первый гол за «Кристал Пэлас».

#### Аренда в «Бешикташ»
18 августа 2021 года Батшуайи продлил свой контракт с «Челси» до 2023 года, но сразу же был отдан в аренду в турецкий Бешикташ. 21 августа в матче против «Газиантеп» он дебютировал в турецкой Суперлиге. В поединке против «Ени Малатьяспор» Миши сделал «дубль», забив свои первые голы за «Бешикташ».

### «Фенербахче»
3 сентября 2022 года Батшуайи перешёл в стамбульский «Фенербахче», с которым подписал контракт до лета 2024 года с возможностью его продления ещё на один год. 18 сентября в матче против Аланьяспора он дебютировал за новую команду. 30 октября в поединке против «Истанбулспора» Миши сделал хет-трик. В розыгрыше Лиги Европы 2022/2023 против киевского «Динамо» и ларнакского АЕКа он забил 3 гола. В своём дебютном сезоне игрок помог команде завоевать Кубок Турции. В матчах розыгрыша Лиги конференций против датского «Норшелланна», болгарского «Лудогорца» и «Юниона» Миши забил четыре гола.

## Международная карьера
28 марта 2015 года в матче отборочного турнира чемпионата Европы 2016 против сборной Кипра Батшуайи дебютировал за сборную Бельгии, заменив во втором тайме Кристиана Бентеке. В этом же поединке он забил свой первый гол за национальную команду.
Летом 2016 года в составе сборной Батшуайи принял участие в чемпионате Европы во Франции. На турнире он сыграл в матчах против команд Венгрии и сборной Уэльса. В поединке против венгров Миши забил гол.
В 2018 году Батшуайи стал бронзовым призёром чемпионата мира в России. На турнире он сыграл в матчах против команд Туниса, Англии и Франции. В поединке против тунисцев Миши отметился забитым мячом.
В 2021 году Батшуайи принял участие в чемпионате Европы 2020. На турнире он сыграл в матче против команды Финляндии.
10 ноября 2022 года Батшуайи был включён в официальную заявку для участия в матчах чемпионата мира 2022 года в Катаре. На турнире он сыграл в матчах против сборных Канады и Марокко. В поединке против канадцев Миши забил гол.

## Достижения

### Командные
«Челси»
- Победитель английской Премьер-лиги: 2016/17

«Бешикташ»
- Обладатель Суперкубка Турции: 2021

«Фенербахче»
- Обладатель Кубка Турции: 2022/2023

Сборная Бельгии
- Бронзовый призёр чемпионата мира: 2018

### Личные
- Команда сезона Бундеслиги: 2017/18[52]

## Личная жизнь
У Батшуайи есть прозвище «Batsman», что является игрой слов от имени популярного супергероя Бэтмэна. Его младший брат Аарон Лейя Исека выступает за футбольный клуб «Барнсли» на той же позиции.

## Статистика

### Голы за сборную Бельгии
По состоянию на 25 марта 2024 года
| #   | Дата             | Место                                                 | Противник            | Счёт | Результат | Соревнование                       |
| --- | ---------------- | ----------------------------------------------------- | -------------------- | ---- | --------- | ---------------------------------- |
| 01. | 28 марта 2015    | Стадион короля Бодуэна, Брюссель, Бельгия             | Кипр                 | 5:0  | 5:0       | Чемпионат Европы 2016 квалификация |
| 02. | 13 ноября 2015   | Стадион короля Бодуэна, Брюссель, Бельгия             | Италия               | 3:1  | 3:1       | Товарищеский матч                  |
| 03. | 26 июня 2016     | Стадион Тулузы, Тулуза, Франция                       | Венгрия              | 2:0  | 4:0       | Чемпионат Европы 2016              |
| 04. | 5 июня 2017      | Стадион короля Бодуэна, Брюссель, Бельгия             | Чехия                | 1:0  | 2:1       | Товарищеский матч                  |
| 05. | 7 октября 2017   | Грбавица, Сараево, Босния и Герцеговина               | Босния и Герцеговина | 2:2  | 3:4       | Чемпионат мира 2018 квалификация   |
| 06. | 27 марта 2018    | Стадион короля Бодуэна, Брюссель, Бельгия             | Саудовская Аравия    | 3:0  | 4:0       | Товарищеский матч                  |
| 07. | 11 июня 2018     | Стадион короля Бодуэна, Брюссель, Бельгия             | Коста-Рика           | 4:1  | 4:1       | Товарищеский матч                  |
| 08. | 23 июня 2018     | Открытие Арена, Москва, Россия                        | Тунис                | 5:1  | 5:2       | Чемпионат мира 2018                |
| 09. | 7 сентября 2018  | Хэмпден Парк, Глазго, Шотландия                       | Шотландия            | 0:3  | 0:4       | Товарищеский матч                  |
| 10. | 7 сентября 2018  | Хэмпден Парк, Глазго, Шотландия                       | Шотландия            | 0:4  | 0:4       | Товарищеский матч                  |
| 11. | 15 ноября 2018   | Стадион короля Бодуэна, Брюссель, Бельгия             | Исландия             | 1:0  | 2:0       | Лига наций УЕФА 2018/2019          |
| 12. | 15 ноября 2018   | Стадион короля Бодуэна, Брюссель, Бельгия             | Исландия             | 2:0  | 2:0       | Лига наций УЕФА 2018/2019          |
| 13. | 24 марта 2019    | Нео ГСП, Никосия, Республика Кипр                     | Кипр                 | 0:2  | 0:2       | Чемпионат Европы 2020 квалификация |
| 14. | 6 сентября 2019  | Стадио Олимпико ди Серравалле, Серравалле, Сан-Марино | Сан-Марино           | 0:1  | 0:4       | Чемпионат Европы 2020 квалификация |
| 15. | 6 сентября 2019  | Стадио Олимпико ди Серравалле, Серравалле, Сан-Марино | Сан-Марино           | 0:4  | 0:4       | Чемпионат Европы 2020 квалификация |
| 16. | 13 октября 2019  | Астана Арена, Нурсултан, Казахстан                    | Казахстан            | 0:2  | 0:2       | Чемпионат Европы 2020 квалификация |
| 17. | 8 сентября 2020  | Стадион короля Бодуэна, Брюссель, Бельгия             | Исландия             | 2:1  | 5:1       | Лига наций 2020/2021               |
| 18. | 8 сентября 2020  | Стадион короля Бодуэна, Брюссель, Бельгия             | Исландия             | 4:1  | 5:1       | Лига наций 2020/2021               |
| 19. | 8 октября 2020   | Стадион короля Бодуэна, Брюссель, Бельгия             | Кот-д’Ивуар          | 1:0  | 1:1       | Товарищеский матч                  |
| 20. | 11 ноября 2020   | Ден Дреф, Лёвен, Бельгия                              | Швейцария            | 1:1  | 2:1       | Товарищеский матч                  |
| 21. | 11 ноября 2020   | Ден Дреф, Лёвен, Бельгия                              | Швейцария            | 2:1  | 2:1       | Товарищеский матч                  |
| 22. | 30 марта 2021    | Ден Дреф, Лёвен, Бельгия                              | Беларусь             | 1:0  | 8:0       | Чемпионат мира 2022 квалификация   |
| 23. | 26 марта 2022    | Авива, Дублин, Ирландия                               | Ирландия             | 0:1  | 2:2       | Товарищеский матч                  |
| 24. | 3 июня 2022      | Стадион короля Бодуэна, Брюссель, Бельгия             | Нидерланды           | 4:1  | 4:1       | Лига наций 2022/2023               |
| 25. | 14 июня 2022     | Национальный стадион, Варшава, Польша                 | Польша               | 0:1  | 0:1       | Лига наций 2022/2023               |
| 26. | 22 сентября 2022 | Стадион короля Бодуэна, Брюссель, Бельгия             | Уэльс                | 2:0  | 2:1       | Лига наций 2022/2023               |
| 27. | 23 ноября 2022   | Ахмед бин Али, Эр-Райян, Катар                        | Канада               | 1:0  | 1:0       | Чемпионат мира 2022                |

### Клубная статистика
| Выступление           | Выступление      | Выступление      | Лига | Лига | Кубок | Кубок | Кубок лиги | Кубок лиги | Еврокубки | Еврокубки | Остальные | Остальные | Итого | Итого |
| Клуб                  | Лига             | Сезон            | Игры | Голы | Игры  | Голы  | Игры       | Голы       | Игры      | Голы      | Игры      | Голы      | Игры  | Голы  |
| --------------------- | ---------------- | ---------------- | ---- | ---- | ----- | ----- | ---------- | ---------- | --------- | --------- | --------- | --------- | ----- | ----- |
| Стандард              | Высшая лига      | 2010/2011        | 2    | 0    | 0     | 0     | —          | —          | —         | —         | —         | —         | 2     | 0     |
| Стандард              | Высшая лига      | 2011/2012        | 23   | 6    | 2     | 2     | —          | —          | 8         | 1         | 0         | 0         | 33    | 9     |
| Стандард              | Высшая лига      | 2012/2013        | 34   | 12   | 2     | 0     | —          | —          | —         | —         | —         | —         | 36    | 12    |
| Стандард              | Высшая лига      | 2013/2014        | 38   | 21   | 1     | 0     | —          | —          | 10        | 2         | —         | —         | 49    | 23    |
| Стандард              | Итого            | Итого            | 97   | 39   | 5     | 2     | —          | —          | 18        | 3         | 0         | 0         | 120   | 44    |
| Олимпик Марсель       | Лига 1           | 2014/2015        | 26   | 9    | 1     | 0     | 1          | 1          | —         | —         | —         | —         | 28    | 10    |
| Олимпик Марсель       | Лига 1           | 2015/2016        | 36   | 17   | 5     | 2     | 2          | 0          | 7         | 4         | —         | —         | 50    | 23    |
| Олимпик Марсель       | Итого            | Итого            | 62   | 26   | 6     | 2     | 3          | 1          | 7         | 4         | —         | —         | 78    | 33    |
| Челси                 | Премьер-лига     | 2016/2017        | 20   | 5    | 5     | 2     | 3          | 2          | —         | —         | —         | —         | 28    | 9     |
| Челси                 | Премьер-лига     | 2017/2018        | 12   | 2    | 3     | 3     | 5          | 3          | 4         | 2         | 1         | 0         | 25    | 10    |
| Челси                 | Премьер-лига     | 2019/2020        | 16   | 1    | 2     | 1     | 2          | 3          | 4         | 1         | —         | —         | 24    | 6     |
| Челси                 | Итого            | Итого            | 48   | 8    | 10    | 6     | 10         | 8          | 8         | 3         | 1         | 0         | 77    | 25    |
| → Боруссия (Дортмунд) | Бундеслига       | 2017/18          | 10   | 7    | 0     | 0     | —          | —          | 4         | 2         | —         | —         | 14    | 9     |
| → Боруссия (Дортмунд) | Итого            | Итого            | 10   | 7    | 0     | 0     | 0          | 0          | 4         | 2         | 0         | 0         | 14    | 9     |
| → Валенсия            | Примера          | 2018/19          | 15   | 1    | 3     | 1     | —          | —          | 5         | 1         | —         | —         | 23    | 3     |
| → Валенсия            | Итого            | Итого            | 15   | 1    | 3     | 1     | 0          | 0          | 5         | 1         | 0         | 0         | 23    | 3     |
| → Кристал Пэлас       | Премьер-лига     | 2018/19          | 11   | 5    | 2     | 1     | 0          | 0          | 0         | 0         | —         | —         | 13    | 6     |
| → Кристал Пэлас       | Премьер-лига     | 2020/21          | 18   | 2    | 1     | 0     | 1          | 0          | 0         | 0         | —         | —         | 20    | 2     |
| → Кристал Пэлас       | Итого            | Итого            | 29   | 7    | 3     | 1     | 1          | 0          | 0         | 0         | 0         | 0         | 33    | 8     |
| → Бешикташ            | Суперлига        | 2021/22          | 33   | 14   | 3     | 0     | —          | —          | 5         | 0         | 1         | 0         | 42    | 14    |
| → Бешикташ            | Итого            | Итого            | 33   | 14   | 3     | 0     | 0          | 0          | 5         | 0         | 1         | 0         | 42    | 14    |
| Фенербахче            | Суперлига        | 2022/23          | 19   | 12   | 5     | 5     | —          | —          | 8         | 3         | —         | —         | 32    | 20    |
| Фенербахче            | Суперлига        | 2023/24          | 27   | 12   | 3     | 6     | —          | —          | 13        | 6         | 0         | 0         | 43    | 24    |
| Фенербахче            | Итого            | Итого            | 46   | 24   | 8     | 11    | 0          | 0          | 21        | 9         | 0         | 0         | 75    | 44    |
| Галатасарай           | Суперлига        | 2024/25          | 18   | 5    | 1     | 0     | —          | —          | 10        | 2         | 1         | 0         | 30    | 7     |
| Галатасарай           | Итого            | Итого            | 18   | 5    | 1     | 0     | 0          | 0          | 10        | 2         | 1         | 0         | 30    | 7     |
| Айнтрахт (Франкфурт)  | Бундеслига       | 2024/25          | 10   | 2    | 0     | 0     | —          | —          | 1         | 0         | —         | —         | 11    | 2     |
| Айнтрахт (Франкфурт)  | Итого            | Итого            | 10   | 2    | 0     | 0     | 0          | 0          | 1         | 0         | 0         | 0         | 11    | 2     |
| Всего за карьеру      | Всего за карьеру | Всего за карьеру | 368  | 133  | 39    | 23    | 14         | 9          | 79        | 24        | 3         | 0         | 503   | 189   |